# 朴土グループ
朴土グループ（はくとグループ）は、西山英雄門下の日本画家を中心とする日本画研究団体。1958年（昭和33年）10月26日の創立時には、「グループ朴土社」と称したが、のち1965年（昭和40年）に「朴土グループ」と改称。2007年（平成19年）まで毎年、展覧会を開催してきたが、現在は単独での展覧会開催をやめ、同門の真魚の会との合同で「展・22」を開催している。

## 創立の経緯と趣旨
前近代的な画塾の旧弊を嫌った西山英雄は1958年（昭和33年）、伯父西山翠嶂が没すると、西山翠嶂画塾青甲社を継承せず、解散することに決めた。その際、旧青甲社の塾員の中から、いくつかの研究グループが誕生した。ひとつは西山英雄よりも年長者を中心とする「牧人社」、ひとつは若手を中心とする「朴土社」である。グループ朴土社の創立の趣旨には「お互いの個性を尊重し益々自由に伸ばせる様、真剣な研究会を持ち、切磋琢磨し、又機会を得て発表し、皆様の御批判を頂き、斯道に努力したい」とあり、西山英雄の指導を仰ぎながら、メンバーは互いに対等な研究会として発足、現在に至っている。画塾のように指導者を決めず、また、塾員の補充を行わないことも特徴。

## 参加者

### 1958年創立時
- 新井富美郎(1925年（大正14年） -)：現メンバー
- 有元一雄(1905年（明治38年） -  1978年（昭和53年）)：1978年没まで在籍
- 大塚明(1926年 - )：現メンバー
- 加藤美代三(1912年 - 2012年)：2012年没まで在籍
- 下保昭(1927年（昭和2年） - 2018年（平成30年）)：1960年（昭和35年）退会
- 神谷紅子：1963年（昭和38年）退会
- 木村広吉(1912年 - 1990年（平成2年）)：1990年没まで在籍
- 齋藤清策(1920年（大正9年） - 2009年（平成21年）)：2009年没まで在籍
- 西圭子：1970年（昭和45年）退会
- 野々内良樹(1930年（昭和5年） - 2009年（平成21年）)：2009年没まで在籍
- 樋口辰志(1916年（大正5年） - 2000年（平成12年）)：2000年没まで在籍
- 福本達雄(1926年 -2021年)：2021年没まで在籍
- 細木成実(1912年 - 2005年（平成17年）)：2005年没まで在籍
- 松井孝二(1921年（大正10年） -  1984年（昭和59年）)：1984年没まで在籍
- 三谷青子(1928年（昭和3年） -)：現メンバー

### 1964年から
- 井上稔(1936年（昭和11年） -)：現メンバー
- 窪田勝：1969年（昭和44年）退会
- 松崎良太(1939年（昭和14年） - )：1969年（昭和44年）退会

### 1974年から
- 城登(1919年（大正8年） - 1993年（平成5年）)：1993年（平成5年）没まで在籍
- 山崎忠明(1914年（大正3年） - 2005年（平成17年）)：2005年（平成17年）没まで在籍

## 略史

### 第1期(1958年～1964年) 創立
- 1958年（昭和33年）、3月30日、西山翠嶂(1879～)没。6月19日、西山英雄、西山翠嶂画塾青甲社を解散する。10月26日、旧青甲社塾員15名で朴土社結成。事務所を加藤美代三方に置く(現在に至る)。三谷青子《若い人》第1回新日展で特選･白寿賞。西山英雄、第1回日展(新日展)《裏磐梯》で文部大臣賞受賞、日展評議員となる。
- 1959年（昭和34年）、2月8日、京都 四条ホテルで朴土社創立後援会を開く。5月7日～11日、第1回朴土社展を京都府ギャラリーで開催。5月26日～30日、朴土社小品展を京都 土橋画廊で開催。11月6日～11日、朴土社東京展を東京 銀座松屋で開催、第1回京都展とは別作品。
- 1960年（昭和35年）、3月6日、京都 八坂神社社務所清々館で朴土社第2回後援会を開く。下保昭退会。5月7日～10日、第2回朴土社展を京都府ギャラリーで開催。7月5日～10日、第2回朴土社小品展を大阪 近鉄で開催。大塚明《埠頭》第3回日展(新日展)で特選･白寿賞。
- 1961年（昭和36年）、1月16日～31日、朴土社小品展を京都 紅屋で開催。「残雪の比良山麓へ」旅行。3月5日、京都 八坂神社社務所清々館で朴土社第3回後援会を開く。4月4日～9日、三谷青子日本画展を東京 日本橋三越で開催。4月28日～30日、第2回朴土社日本画小品展を静岡 浜松 松菱で開催(岩井昭和堂･小沢萌春堂主催)。5月5日～10日、朴土社小品展を大阪 阿倍野近鉄で開催。6月12日～17日、第3回朴土社展を東京 文春画廊で開催。続いて6月23日～27日、京都府ギャラリーで、6月30日～7月5日、大阪 阿倍野近鉄で開催。7月2日、「安土と湖畔を巡る会」1泊旅行。
- 1962年（昭和37年）、1月5日～16日、大阪 阿倍野近鉄で開催の「中堅作家富士展」に新井･大塚･加藤･木村･野々内･樋口･福本･細木が出品。3月4日、京都 八坂神社社務所清々館で朴土社第4回後援会を開く。3月15日～18日、朴土社九州展を大分 別府市の物産観光館で開催(大分県鉱山クラブ藤田登斡旋)。朴土社宇部展を宇部市役所集会堂で開催(地元の黒光社美術展に西山英雄･朴土社で協賛出品)。3月、細木成実個展を京都 土橋画廊で開催。5月12日～17日、加藤美代三個展を京都 土橋画廊で開催。6月11日～16日、第4回朴土社展を東京 文春画廊で開催。続いて、6月24日～28日、京都府ギャラリーでも開催。福本達雄《襟裳岬》第5回日展(新日展)で特選･白寿賞。12月17日～22日、朴土社日本画小品展を大阪 中宮画廊で開催。
- 1963年（昭和38年）、3月10日、京都 八坂神社社務所清々館で朴土社第5回後援会を開く。3月、加藤美代三個展を東京 銀座松屋で開催。3月24日～26日、木村広吉個展を島根県立博物館で開催。6月5日～10日、野々内良樹個展を京都府ギャラリーで開催。6月10日～15日、第5回朴土社展を東京 文春画廊で開催。続いて、6月26日～30日、京都府ギャラリーでも開催。神谷紅子退会。
- 1964年（昭和39年）、3月8日、京都 八坂神社社務所清々館で朴土社第6回後援会を開く。井上稔･窪田勝･松崎良太の3名を新たにメンバーに迎える。6月9日～13日、第6回朴土社展を東京 西村画廊で開催。続いて6月26日～29日、京都府ギャラリーでも開催。この年、立山旅行。

### 第2期(1965～1968)新人の参加と東京・地方開催の終焉
- 1965年（昭和40年）、3月7日、京都 八坂神社社務所清々館で朴土社第7回後援会を開く。3月13日～18日、朴土社小品画展を大阪 三越で開催。朴土社を朴土グループと改称する。5月21日～28日、第7回朴土グループ展を東京 銀座松屋で開催。続いて6月27日～30日、京都府ギャラリーでも開催。7月20日～25日、西山英雄南欧作品展と合同で第7回朴土グループ展を富山県民会館で開催。大塚明《妙義》第8回日展(新日展)で特選･白寿賞。
- 1966年（昭和41年）、2月27日、京都 八坂神社社務所清々館で朴土社第8回後援会を開く。5月15日～17日、加藤美代三作品展を京都府ギャラリーで開催。のち10月28日～11月2日、東京 松屋で加藤美代三日本画展を開催。6月7日～10日、第8回朴土グループ展を京都府ギャラリーで開催。続いて、7月8日～13日、東京 銀座松屋で、6月21日～29日、富山市郷土博物館でも開催。野々内良樹《シャボテン》第9回日展(新日展)で特選。
- 1967年（昭和42年）、2月26日、京都 円山観光会館円山北ふじのたなで朴土社第9回後援会を開く。4月8日～13日、朴土グループ小品展を大阪 高麗橋三越で開催。6月8日～12日、第9回朴土グループ展を京都府ギャラリーで開催。のち、7月7日～12日、東京 銀座松屋でも開催。6月20日～25日、朴土グループ制作展を島根 松江一畑百貨店で開催(朴土グループ･島根新聞社共催)。それに先だち、島根出身の木村広吉、ゆかりの野々内良樹･井上稔がメンバーにいることから、島根での朴土グループ後援会が開かれる。山崎忠明《薬師寺の塔》第10回日展(新日展)で特選･白寿賞。
- 1968年（昭和43年）、2月25日、京都 岡崎京都会館別館(旧公会堂)で朴土社第10回後援会を開く。4月27日～5月2日、朴土グループ展を大阪 高麗橋三越で開催。7月2日～24日、第10回朴土グループ展を東京 銀座松屋で開催。のち7月28日～31日、京都府ギャラリーで開催。福本達雄《北辺》第11回日展(新日展)で特選･白寿賞。

### 第3期(1969年～1975年) 京都のみの開催に
- 1969年（昭和44年）、2月16日、京都 岡崎京都会館別館(旧公会堂)で朴土社第11回後援会を開く。3月15日～20日、朴土グループ日本画小品展を大阪 三越で開催。5月、松崎良太、退会して西山英雄門下による「真魚の会」結成。同時に窪田勝も退会。5月15日～18日、'69朴土グループ展(第11回展＝通算12回展。以下通算で表記)を京都府ギャラリーで開催。8月15日～21日、京都朴土グループ新作日本画展を石川 金沢大和百貨店で開催。木村広吉《仲秋》改組第1回日展で特選･白寿賞。
- 1970年（昭和45年）、3月8日、京都 岡崎京都会館別館(旧公会堂)で朴土社第12回後援会を開く。5月19日～24日、会場を京都府立文化芸術会館に移し、'70朴土グループ展(13回展)を開催。村井圭子(西圭子)退会。三谷青子《夏》改組第2回日展で菊花賞。
- 1971年（昭和46年）、6月8日～13日、朴土グループ展'71《生》(14回展)を京都府立文化芸術会館で開催。7月3日～8日、朴土グループ日本画展を大阪 三越で開催。
- 1972年（昭和47年）、5月16日～21日、'72朴土グループ展(15回展)を京都府立文化芸術会館で開催。山崎忠明《正倉院》改組第4回日展で特選。
- 1973年（昭和48年）、'73朴土グループ展(16回展)を京都府立文化芸術会館で開催。
- 1974年（昭和49年）、'74朴土グループ展(17回展)を京都府立文化芸術会館で開催。三谷青子、改組第6回日展で新審査員となる。9月16日、金島桂華(日本画家･日本藝術院会員)没、画塾衣笠会解散。城登･山崎忠明、西山英雄に師事、朴土グループに参加。
- 1975年（昭和50年）、'75朴土グループ展(18回展)を京都府立文化芸術会館で開催。三谷青子、日展会員となる。木村広吉、改組第7回日展で新審査員となる。

### 第4期(1976年～1988年) 旧衣笠会塾員の参加
- 1976年（昭和51年）、5月11日～16日、'76朴土グループ展(19回展)を京都府立文化芸術会館で開催。この回から城登･山崎忠明が加わる。木村広吉、日展会員となる。福本達雄、改組第8回日展で新審査員となる。西山英雄、京都日本画家協会理事長に就任。
- 1977年（昭和52年）、5月3日～8日、'77朴土グループ展(20回展)を京都府立文化芸術会館で開催。福本達雄、日展会員となる。大塚明、改組第9回日展で新審査員となる。この年、福本達雄、東京・京都・大阪 高島屋で個展開催(以後1986年・96年に同会場で、87年京都 髙島屋、88年・91年大阪 松坂屋)。
- 1978年（昭和53年）、5月23日～28日、'78朴土グループ展(21回展)を京都府立文化芸術会館で開催。有元一雄（1905～）没。大塚明、日展会員となる。
- 1979年（昭和54年）、5月15日～20日、'79朴土グループ展(22回展)を京都府立文化芸術会館で開催。井上稔《浄》(奈良県立万葉文化館蔵)改組第11回日展で特選となる。
- 1980年（昭和55年）、4月29日～5月4日、'80朴土グループ展(23回展)を京都府立文化芸術会館で開催。野々内良樹《牛と人》改組第12回日展で特選。12月、西山英雄、日本藝術院会員となる。
- 1981年（昭和56年）、5月19日～24日、'81朴土グループ展(24回展)を京都府立文化芸術会館で開催。
- 1982年（昭和57年）、5月4日～9日、'82朴土グループ展(25回展)を京都府立文化芸術会館で開催。井上稔《浄韻》(奈良県立万葉文化館蔵)改組第14回日展で特選となる。
- 1983年（昭和58年）、5月3日～8日、'83朴土グループ展(26回展)を京都府立文化芸術会館で開催。
- 1984年（昭和59年）、4月16日、松井孝二没(1921～)。'84朴土グループ展(27回展)を京都府立文化芸術会館で開催。
- 1985年（昭和60年）、4月30日～5月5日、'85朴土グループ展(28回展)を京都府立文化芸術会館で開催。野々内良樹、改組第17回日展で新審査員となる。
- 1986年（昭和61年）、5月20日～25日、'86朴土グループ展(29回展)を京都府立文化芸術会館で開催。野々内良樹、日展会員となる。福本達雄、日展評議員となる。
- 1987年（昭和62年）、5月12日～17日、'87朴土グループ展(30回展)を京都府立文化芸術会館で開催。
- 1988年（昭和63年）、5月10日～15日、'88朴土グループ展(31回展)を京都府立文化芸術会館で開催。三谷青子、日展評議員となる。

### 第5期(1989年～2007年) 西山英雄の死を乗り越えて
- 1989年（平成元年）、1月21日、西山英雄(1911年（明治44年）～)没。5月16日～21日、'89朴土グループ展(32回展)を京都府立文化芸術会館で開催。
- 1990年（平成2年）、5月8日～13日、'90朴土グループ展(33回展)を京都府立文化芸術会館で開催。9月12日、木村広吉(1912～)没。
- 1991年（平成3年）、3月13日～17日、奈良県文化会館で城登作品日本画展開催。5月14日～19日、'91朴土グループ展(34回展)を京都府立文化芸術会館で開催。斎藤清策《山路》改組第23回日展で特選。
- 1992年（平成4年）、5月12日～17日、'92朴土グループ展(35回展)を京都府立文化芸術会館で開催。福本達雄、京都日本画家協会理事長に就任。
- 1993年（平成5年）、5月18日～23日、'93朴土グループ展(36回展)を京都府立文化芸術会館で開催。10月4日、城登(1919～)没。斎藤清策《群》改組第25回日展で特選。
- 1994年（平成6年）、5月17日～22日、'94朴土グループ展(37回展)を京都府立文化芸術会館で開催。
- 1995年（平成7年）、5月16日～21日、'95朴土グループ展(38回展)を京都府立文化芸術会館で開催。
- 1996年（平成8年）、5月14日～19日、'96朴土グループ展(39回展)を京都府立文化芸術会館で開催。
- 1997年（平成9年）、5月13日～18日、'97朴土グループ展(40回展)を京都府立文化芸術会館で開催。
- 1998年（平成10年）、5月19日～24日、'98朴土グループ展(41回展)を京都府立文化芸術会館で開催。
- 1999年（平成11年）、4月24日～5月23日、奈良県立美術館で「城登の日本画展―やすらかな大地を求めて―」開催される。5月18日～23日、'99朴土グループ展(42回展)を京都府立文化芸術会館で開催。11月21日～12月12日、南砺市立福光美術館で斎藤清策展開催される。
- 2000年（平成12年）、5月9日～14日、'00朴土グループ展(43回展)を京都府立文化芸術会館で開催。加藤美代三、郷里豊岡で、豊岡市市制50周年記念として個展開催。
- 2001年（平成13年）、5月1日～6日、'01朴土グループ展(44回展)を京都府立文化芸術会館で開催。
- 2002年（平成14年）、5月21日～26日、'02朴土グループ展(45回展)を京都府立文化芸術会館で開催。
- 2003年（平成15年）、5月6日～11日、'03朴土グループ展(46回展)を京都府立文化芸術会館で開催。
- 2004年（平成16年）、5月11日～16日、'04朴土グループ展(47回展)を京都府立文化芸術会館で開催。
- 2005年（平成17年）、5月10日～15日、'05朴土グループ展(48回展)を京都府立文化芸術会館で開催。5月～、奈良県立万葉文化館で「花･鳥･風景―野々内良樹･井上稔･野々内宏兄弟展」開催される。8月14日、細木成実(1912～)没。山崎忠明(1914～)没。
- 2006年（平成18年）、4月26日～5月14日、加古川総合文化センターで福本達雄展開催される。4月29日～6月11日、東近江市 近江商人博物館で「山水燦光 大塚明日本画展」開催される。5月9日～14日、'06朴土グループ展(49回展)を京都府立文化芸術会館で開催。9月2日～10月9日、砺波市美術館で斎藤清策展開催される。
- 2007年（平成19年）、1月8日～14日、京都 ギャラリー佐野で「加藤美代三＋美之助 嵯峨野春秋写生展」開催。5月8日～13日、'07朴土グループ展(50回展)を京都府立文化芸術会館で開催。これをもって、グループでの展覧会開催を終わる。5月31日～7月29日、奈良県立万葉文化館で「創立50回記念朴土グループ回顧日本画展―西山英雄門下の画家たち―」開催される。'07朴土グループ展出品作と、物故メンバー城登･樋口達志･細木成実の作品を含む過去の作品が展示される。

## 出品作品

### 第1期(1958年～1964年)
1959年（昭和34年）第1回朴土社展(京都府ギャラリー) 20点
- 新井冨美郎《車庫》･《クレーン》
- 有元一雄《豹》
- 大塚明《工場地帯》
- 加藤美代三《池》
- 下保昭《妙義》
- 神谷紅子《人物》･《習作》
- 木村広吉《月の宴》
- 斎藤清策《高原の春》
- 西圭子《川岸》
- 野々内良樹《しまふくろ》･《鷲》
- 樋口達志《僻村の小屋》･《サーカスの女》
- 福本達雄《丘》･《畑》
- 細木成実《渕》
- 松井孝二《椿》
- 三谷青子《人》

1959年（昭和34年）朴土社東京展(銀座松屋) 20点
- 新井冨美郎《海沿いの村》
- 有元一雄《黒豹》
- 大塚明《野》
- 加藤美代三《磐梯高原》･《杉の道》
- 下保昭《層雲峡大観》
- 神谷紅子《裸像》
- 木村広吉《埴輪》
- 斎藤清策《孔雀》･《叢》
- 西圭子《池畔》
- 野々内良樹《群》･《水辺》
- 樋口辰志《夕映》･《山麓》
- 福本達雄《暮》･《秋吉台》
- 細木成実《向日葵》･《開墾地》
- 松井孝二《水辺》

1960年（昭和35年）第2回朴土社展(京都府ギャラリー) 18点
- 新井冨美郎《造船所》･《風景》
- 有元一雄《仔牛》
- 大塚明《教会》
- 加藤美代三《杜》･《静潭》
- 神谷紅子《人》･《女》
- 木村広吉《寂》
- 斉藤清策《草苑》
- 西圭子《5月》
- 野々内良樹《鳥ノ樹》
- 樋口辰志《村》
- 福本達雄《教会》
- 細木成実《冬崖》
- 松井孝二《木蓮》
- 三谷青子《飛び立つ花》･《篭の花》出品

1961年（昭和36年）第3回朴土社展(文春画廊・京都府ギャラリー・大阪 阿倍野近鉄) 23点
- 新井富美郎《Air Port》･《JAL. OPERATION CENTER》
- 有元一雄《紅影》
- 大塚明《運河》
- 加藤美代三《沼》･《庭》
- 神谷紅子《風化像》･《像》
- 木村広吉《埴輪》･《月峰》
- 斎藤清策《熱環》･《夏花》
- 西圭子《熱海》
- 野々内良樹《花と虫》･《?》
- 樋口辰志《湖》･《入江》
- 福本達雄《山肌》･《F館》
- 細木成実《赤い岩》
- 松井孝二《羊歯》
- 三谷青子《鳩》･《早春》(京都･大阪展のみ)

1962年（昭和37年）第4回朴土社展(文春画廊・京都府ギャラリー) 24点
- 新井富美郎《巌》･《落日》
- 有元一雄《豹》･《野牛》
- 大塚明《港》･《日和山灯台》
- 加藤美代三《池》･《静潭》
- 木村広吉《塔》･《熔岩》
- 斎藤清策《鹿園》･《水芭蕉》
- 西圭子《風景(A)》･《風景(B)》
- 野々内良樹《ししうど》･《野鳥》
- 樋口辰志《里》･《湖》
- 福本達雄《水都》･《襟裳岬》
- 細木成実《聖丘》･《古物商》
- 松井孝二《藤》
- 三谷青子《花野》

1963年（昭和38年）第5回朴土社展(文春画廊・京都府ギャラリー) 27点
- 新井富美郎《北岳》･《焼岳》
- 大塚明《街》･《森》
- 加藤美代三《春》･《山添》
- 神谷紅子《人物(A)》･《人物(B)》
- 木村広吉《塔》･《月》
- 斎藤清策《岳雲》･《岳園》
- 西圭子《風景(A)》･《風景(B)》
- 野々内良樹《孔雀鳩》･《つる》
- 樋口辰志《越路》･《礁》
- 福本達雄《海村》･《疎水》
- 細木成実《歴》･《寥》
- 松井孝二《八ツ手》･《彩葉》
- 三谷青子《魚(A)》･《魚(B)》･《魚(C)》

1964年（昭和39年）第6回朴土社展(西村画廊・京都府ギャラリー) 27点
- 新井富美郎《岳麓》･《峭岳》
- 有元一雄《鵜》
- 井上稔《花のある風景》･《舟と花》
- 大塚明《埠頭》･《舟溜》
- 加藤美代三《山湖》･《曠野》
- 木村広吉《像》･《丘の樹》
- 窪田勝《鳥Ⅰ》･《鳥Ⅱ》
- 斎藤清策《彩湖》･《樹影》
- 西圭子《風景》
- 野々内良樹《花と鳥》･《とり》
- 樋口辰志《南山手》･習作《魚板》
- 福本達雄《出島》
- 細木成実《大仏殿》
- 松井孝二《黄華》･《躑躅》
- 松崎良太《丘の家》
- 三谷青子《かに》･《花と魚》

### 第2期(1965年～1968年)
1965年（昭和40年）第7回朴土グループ展(銀座松屋・京都府ギャラリー・富山県民会館) 32点
- 新井富美郎《寂》･《連嶺》
- 有元一雄《聚》･《紅鶴》
- 井上稔《ガスタンクのある風景》･《肥後橋》
- 大塚明《胄山》･《伯耆大山》
- 加藤美代三《林》･《寒村》
- 木村広吉《宝蔵》･《皎》
- 窪田勝《堂宇》･《釜塚の丘》
- 斎藤清策《想出の山》･《田苑》
- 西圭子《水郷》･《暮色》
- 野々内良樹《花と鳥》･《樹と鳥》
- 樋口辰志《長崎》･《花と風景》
- 福本達雄《河口》･《船溜》
- 細木成実《岬(A)》･《岬(B)》
- 松井孝二《池》･《翳》
- 松崎良太《桜島》･《蓬莱峡》
- 三谷青子《はにわと楽器》･《はにわと花》

1966年（昭和41年）第8回朴土グループ展(京都府ギャラリー・銀座松屋・富山郷土博物館) 16点
- 新井富美郎《暁岳》
- 有元一雄《豹》
- 井上稔《丘の家》
- 大塚明《山の手風景》
- 加藤美代三《木々》
- 木村広吉《残像》
- 窪田勝《製紙工場》
- 斎藤清策《叢》
- 西圭子《そてつのある風景》
- 野々内良樹《花と鳥》
- 樋口辰志《高原》
- 福本達雄《河並の家》
- 細木成実《凪》
- 松崎良太《建物》
- 三谷青子《沼のふじ》･《花と街》

1967年（昭和42年）第9回朴土グループ展(京都府ギャラリー・銀座松屋・松江一畑百貨店) 16点
- 新井富美郎《妙高》
- 井上稔《花のある風景》
- 大塚明《岩礁》
- 加藤美代三《原野》
- 木村広吉《月》
- 窪田勝《先斗町》
- 斎藤清策《樹苑》
- 西圭子《丘の樹》
- 野々内良樹《萠》
- 樋口辰志《磐梯》
- 福本達雄《丘》
- 細木成実《礁》
- 松井孝二《はげいとう》
- 松崎良太《高速道路》
- 三谷青子《丘の春》･《丘の春》

1968年（昭和43年）第10回朴土グループ展(銀座松屋・京都府ギャラリ) 18点
- 新井富美郎《木曽御岳》ほか一点
- 井上稔《花と風景》
- 大塚明《妙高高原》
- 加藤美代三《溜》
- 木村広吉《水芭蕉》
- 窪田勝《浜離宮》
- 斎藤清策《花》
- 西圭子《村への道》
- 野々内良樹《叢》
- 樋口辰志《爽風》
- 福本達雄《海辺の村》･《教会》
- 細木成実《白い漁村》
- 松井孝二《はまゆう》
- 松崎良太《瀬戸》
- 三谷青子《人物習作(1)》･《人物習作(2)》

### 第3期(1969年～1975年)
1969年（昭和44年）'69朴土グループ展(京都府ギャラリ) 16点
- 新井富美郎《穂高》
- 井上稔《白い花》
- 大塚明《阿蘇郷》
- 加藤美代三《雪稜》･《雨余》
- 木村広吉《夜の森》
- 窪田勝《河岸》
- 斎藤清策《游》
- 西圭子《萠》
- 野々内良樹《しまはっかん》
- 樋口辰志《朝望》･《寂日》
- 福本達雄《溜》
- 細木成実《暮れる》
- 松井孝二《花》
- 三谷青子《ギターひく人》

1970年（昭和45年）'70朴土グループ展(京都府立文化芸術会館) 23点
- 新井富美郎《赤映》･《白樹》
- 井上稔《花》･《倉》
- 大塚明《火口原》･《外輪の山》
- 加藤美代三《湿》･《外輪山》
- 木村広吉《月見草》･《樹と月》
- 斎藤清策《椿》･《岳鳥》
- 野々内良樹《はな》･《かんむり鳥》
- 樋口辰志《待雨》･《磐梯沼》
- 福本達雄《山湖》･《駒ケ岳》
- 細木成実《網》･《網》
- 松井孝二《あじさい》
- 三谷青子《雲(1)》･《雲(2)》

1971年（昭和46年）朴土グループ展'71―生―(京都府立文化芸術会館) 21点
- 新井富美郎《湧》
- 井上稔《生の幻想》･《祈》
- 大塚明《雲Ⅰ》･《雲Ⅱ》
- 加藤美代三《活》･《萠》
- 木村広吉《生(羽化)》･《生(女人)》
- 斎藤清策《啼》･《萠》
- 野々内良樹《生(視)》･《生(誕)》
- 樋口辰志《生》･《生への凝視》
- 福本達雄《白夜》･《凍》
- 細木成実《棲》･《想》
- 松井孝二《樹海》･《黄》

1972年（昭和47年）'72朴土グループ展(京都府立文化芸術会館) 21点
- 新井富美郎《山の花》
- 井上稔《星空》･《景》
- 大塚明《ある時》
- 加藤美代三《石仏群》･《北山杉》
- 木村広吉《微音》･《微韻》
- 斎藤清策《高原》
- 野々内良樹《群(A)》･《群(B)》
- 樋口辰志《刻》･《想》
- 福本達雄《岬》･《想》
- 細木成実《火口湖》･《風木》
- 松井孝二《游》･《柢》
- 三谷青子《一人》･《二人》

1973年（昭和48年）'73朴土グループ展(京都府立文化芸術会館) 20点
- 新井富美郎《時光》･《高原》
- 井上稔《夜明け》･《倉》
- 大塚明《少年 少女》
- 加藤美代三《雪解けA》･《雪解けB》
- 木村広吉《夜の樹(A)》･《夜の樹(B)》
- 斎藤清策《暮色》
- 野々内良樹《花ノ中(A)》･《花ノ中(B)》
- 樋口辰志《孤》･《寂》
- 福本達雄《浜辺》･《或る工場》
- 細木成実《陽》･《陽(B)》
- 松井孝二《泳》･《魚礁》

1974年（昭和49年）'74朴土グループ展(京都府立文化芸術会館)不明
- 井上稔《花と塔》･《夜の海》
- 加藤美代三《裏磐梯スケッチ》8点
- 野々内良樹《月》･《叢》
- 樋口辰志《桜島》･《望》ほか委細未詳

1975年（昭和50年）'75朴土グループ展(京都府立文化芸術会館) 20点
- 新井富美郎《ある館》･《静日》
- 井上稔《牡丹》･《白木蓮》
- 加藤美代三《輝(A)》･《輝(B)》
- 木村広吉《流韻》･《刻韻》
- 斎藤清策《群鳥》･《山路》
- 野々内良樹《花の中》･《翔》
- 樋口辰志《朝爽の対話》･《早春の対話》
- 福本達雄《高原》･《阿蘇》
- 細木成実《道(A)》･《道(B)》
- 松井孝二《芬》･《洸》

### 第4期(1976年～1988年)
1976年（昭和51年）'76朴土グループ展(京都府立文化芸術会館) 27点
- 新井富美郎《行く》･《皎》
- 井上稔《朝靄》･《白い花》
- 大塚明《昏》･《茜》
- 加藤美代三《滝壷》･《野の花》
- 木村広吉《和》･《憤》
- 斎藤清策《岩》･《山路》
- 城登《疎林》･《高原》
- 野々内良樹《映》･《晨》
- 樋口辰志《舞子の里》･《噴煙》
- 福本達雄《想》･《曇り日》
- 細木成実《樹影》･《樹》
- 松井孝二《インコ》･《はな》
- 三谷青子《立つ人》
- 山崎忠明《白鳳》･《オランダ船》

1977年（昭和52年）'77朴土グループ展(京都府立文化芸術会館) 28点
- 新井富美郎《月気》･《灯》
- 井上稔《金堂》･《蓮》
- 大塚明《韻》･《悠》
- 加藤美代三《やどり木》･《冬の木》
- 木村広吉《構想》･《力》
- 斎藤清策《杜》･《丘路》
- 城登《冬木立》･《晩秋》
- 野々内良樹《山鳥」･《翔》
- 樋口辰志《無言》･《無言》
- 福本達雄《丘》･《双塔》
- 細木成実《滝(A)》･《滝(B)》
- 松井孝二《影映》･《礁海》
- 三谷青子《二人Ⅱ》･《二人Ⅰ》
- 山崎忠明《燿炎》･《茜》

1978年（昭和53年）'78朴土グループ展(京都府立文化芸術会館) 24点
- 新井富美郎《丘の花》･《虫》
- 井上稔《想(Ⅰ)》
- 大塚明《ある街で》･《憶》
- 加藤美代三《水ぬるむ》･《雪どけ水》
- 木村広吉《風神》
- 斉藤清策《雑》･《叢》
- 城登《種ヶ島》
- 野々内良樹《五位鷺》･《田計里》
- 樋口辰志《緑の譜》
- 福本達雄《丘》･《初夏》
- 細木成実《浅春》･《白い船》
- 松井孝二《花かげ》･《游礁》
- 三谷青子《霧(1)》･《霧(2)》
- 山崎忠明《ヒラルダの塔》･《城門》

1979年（昭和54年）'79朴土グループ展(京都府立文化芸術会館) 29点
- 新井富美郎《回想》･《想》
- 井上稔《爽》･《浄》
- 大塚明《曠》･《季》
- 加藤美代三《寒》･《暖》
- 木村広吉《俑》･《俑》
- 斉藤清策《雑》･《門》
- 城登《砂丘》･《高原》
- 野々内良樹《花ノ中》･《萠》
- 樋口辰志《惜春》･《山の朝》
- 福本達雄《明ける》･《明ける》
- 細木成実《碓》･《沼》
- 松井孝二《供養天》･《竜壁》
- 三谷青子《早春》
- 山崎忠明《ピサの斜塔》･《オランダ船》
- 有元一雄遺作素描《婦人像》･《鷹》

1980年（昭和55年）'80朴土グループ展(京都府立文化芸術会館) 26点
- 新井富美郎《緑蔭》･《丘》
- 井上稔《遥》･《浄》
- 大塚明《悠》･《潮》
- 加藤美代三《待春》･《新緑》
- 木村広吉《影》･《影》
- 斉藤清策《山麓》･《激》
- 城登《海村》･《火山台地》
- 野々内良樹《牛と人》･《たそがれ》
- 樋口辰志《花と》･《黄昏》
- 福本達雄《杜》･《初夏》
- 細木成実《春雪》･《寂声》
- 松井孝二《石窟仏》･《奏竜》
- 山崎忠明《印度古代天文台》･《教会》

1981年（昭和56年）'81朴土グループ展(京都府立文化芸術会館) 27点
- 新井富美郎《月韻》･《故宮》
- 井上稔《夜明け》･《蓮》
- 大塚明《火口湖》･《皎》
- 加藤美代三《靄》･《朽株》
- 木村広吉《奏笛》･《砂塵》
- 斉藤清策《赤松》･《野菊》
- 城登《阿蘇外輪》･《麥秋》
- 野々内良樹《マサイの母と子》･《群鳥》
- 樋口辰志《或る日》･《辺雲》
- 福本達雄《曇り日》
- 細木成実《樹》･《冬雲》
- 松井孝二《竜壁》･《鳳凰木》
- 三谷青子《のぞきこむもの(夏)》･《のぞきこむもの(冬)》
- 山崎忠明《回教寺院》･《窯炎》

1982年（昭和57年）'82朴土グループ展(京都府立文化芸術会館) 26点
- 新井富美郎《閑日》･《翳》
- 井上稔《朧》･《宙》
- 大塚明《月と雪》･《月と噴煙》
- 加藤美代三《凍》･《白銀》
- 木村広吉《山ノ仏》
- 斉藤清策《笹》･《渓》
- 城登《丘》･《波野》
- 野々内良樹《翔》･《雁》
- 樋口辰志《山の花》･《野の花》
- 福本達雄《朝》
- 細木成実《春影》･《海風》
- 松井孝二《花かげ》･《游》
- 三谷青子《女》･《女》
- 山崎忠明《回教寺院》･《回教寺院》

1983年（昭和58年）'83朴土グループ展(京都府立文化芸術会館) 25点
- 新井富美郎《宵韻》･《春朧》
- 井上稔《想》･《寂光》
- 大塚明《浅間幻想》･《那須高原》
- 加藤美代三《火口》･《雨の日》
- 木村広吉《月ヲ待ツ》･《風化》
- 斉藤清策《残雪村》･《原生林》
- 城登《霽れる》･《樹》
- 野々内良樹《躍》
- 樋口辰志《早春譜》･《憶い》
- 福本達雄《雨後》･《暮》(奈良県立万葉文化館蔵)
- 細木成実《流れ》･《冬田》
- 松井孝二《緑陰》･《青風鳥》
- 山崎忠明《寂光》･《斑鳩の寺》

1984年（昭和59年）'84朴土グループ展(京都府立文化芸術会館) 26点
- 新井富美郎《驀煙》･《流煙》
- 井上稔《想》･《浄韻》
- 大塚明《季》
- 加藤美代三《流れる》･《やしろの一隅》
- 木村広吉《俑との対話》･《面》
- 斉藤清策《芒》･《山路》
- 城登《霽れる》･《山湖》
- 野々内良樹《残照》･《みみずく》
- 樋口辰志《視線》･《宿り木》
- 福本達雄《草千里》･《暮》
- 細木成実《雪原》･《樹》
- 三谷青子《立像》･《座像》
- 山崎忠明《寂光》･《三月堂》
- 松井孝二遺作《緑韻》

1985年（昭和60年）'85朴土グループ展(京都府立文化芸術会館) 13点
- 新井富美郎《静日》
- 井上稔《浄池》
- 大塚明《巡礼の道》
- 加藤美代三《雪晨》
- 木村広吉《萠動》
- 斎藤清策《樹間》
- 城登《波野》
- 野々内良樹《雁》
- 樋口辰志《夕陽の詩》
- 福本達雄《霧の日》
- 細木成実《水に住む》
- 三谷青子《きざな人》
- 山崎忠明《浄瑠璃寺の夜》

1986年（昭和61年）'86朴土グループ展(京都府立文化芸術会館) 14点
- 新井富美郎《街》
- 井上稔《古都月影》
- 大塚明《浄苑》
- 加藤美代三《風化佛》
- 木村広吉《穹》
- 斉藤清策《森の詩》
- 城登《光る雲》
- 野々内良樹《なべづる》
- 樋口辰志《霽れる湖》
- 福本達雄《池畔》
- 細木成実《小さな港》
- 三谷青子《初夏》
- 山崎忠明《サンマルコの想出》･《讃仏会》

1987年（昭和62年）'87朴土グループ展(京都府立文化芸術会館) 14点
- 新井富美郎《岳(アルプス)》
- 井上稔《月明》
- 大塚明《浅間山連雲》
- 加藤美代三《初冬の秋元湖畔》
- 木村広吉《立話》
- 城登《遥》･《暖冬》
- 野々内良樹《冬日》
- 樋口辰志《無言》
- 福本達雄《暮》
- 細木成実《古寺煙雨》
- 三谷青子《春の人》
- 山崎忠明《正倉院》･《大仏殿》

1988年（昭和63年）'88朴土グループ展(京都府立文化芸術会館) 13点
- 新井富美郎《山湖》
- 井上稔《室生》
- 大塚明《豊後路の山》
- 加藤美代三《春を待つ》
- 木村広吉《余寒》
- 斎藤清策《山里》
- 城登《映》
- 野々内良樹《白鷺》
- 樋口辰志《残照》
- 福本達雄《丘》
- 細木成実《涛》
- 三谷青子《海幸山幸》
- 山崎忠明《印度古代天文台》

### 第5期(1989年～2007年)
1989年'89朴土グループ展(京都府立文化芸術会館) 12点
- 新井富美郎《月韻》
- 井上稔《桜花》
- 大塚明《雪頂》
- 加藤美代三《落韻》
- 木村広吉《森の哲人》
- 斉藤清策《晩秋》
- 野々内良樹《初夏》
- 樋口辰志《桜島閑日》
- 福本達雄《竹生島愁日》
- 細木成実《静■》
- 三谷青子《夜》
- 山崎忠明《聖域追想》

1990年（平成2年）'90朴土グループ展(京都府立文化芸術会館) 17点
- 新井富美郎《岳(前穂)》
- 井上稔《岩船寺雪晨》
- 大塚明《雲去来》
- 加藤美代三《春を待つ》
- 木村広吉スケッチ《唐俑(Ⅰ)～(Ⅴ)》
- 斉藤清策《待春》
- 城登《丘》
- 野々内良樹《萠》
- 樋口辰志《千曲川寂峡》
- 福本達雄《萠蕃》
- 細木成実《潭》
- 三谷青子《桜》
- 山崎忠明《西域追想》

1991年（平成3年）'91朴土グループ展(京都府立文化芸術会館) 14点
- 新井富美郎《映》
- 井上稔《雪の日》
- 大塚明《山湖偶感》
- 加藤美代三《斑雪》
- 木村広吉《雪》
- 斉藤清策《山路》
- 城登《津軽十三湖》
- 野々内良樹《カナダ雁》
- 樋口辰志《寂日》
- 福本達雄《朝霧》
- 細木成実《漁村》
- 三谷青子《二人(A)》･《二人(B)》
- 山崎忠明《クメール幻想》

1992年（平成4年）'92朴土グループ展(京都府立文化芸術会館) 13点
- 新井富美郎《映》
- 井上稔《室生の春》
- 大塚明《湖映》
- 加藤美代三《冬林》
- 斉藤清策《岳苑》
- 城登《磐梯残照》
- 野々内良樹《むれ》
- 樋口辰志《暮れ残る》
- 福本達雄《山湖》
- 細木成実《水村》
- 三谷青子《大きな枯葉(Ⅰ)》･《大きな枯葉(Ⅱ)》
- 山崎忠明《浄》

1993年（平成5年）'93朴土グループ展(京都府立文化芸術会館) 15点
- 新井富美郎《空港》
- 井上稔《清水寺》
- 大塚明《悠》
- 加藤美代三《春光》･《幽谷》
- 斉藤清策《菊祭》
- 野々内良樹《叢》
- 樋口辰志《村の朝》
- 福本達雄《雨後》
- 細木成実《雨あがる》･《水路》
- 三谷青子《春の川》･《春の川》
- 山崎忠明《古代悠久》･《合戦(イスラム)》

1994年（平成6年）'94朴土グループ展(京都府立文化芸術会館) 15点
- 井上稔《雪の塔》･《春の譜》
- 大塚明《那須山脈》
- 加藤美代三 六曲屏風《池畔 廣沢》･《池畔 大沢》
- 斉藤清策《五月》
- 野々内良樹《むれ》
- 樋口辰志《くも》
- 福本達雄《野焼き》
- 細木成実《春の雪》
- 山崎忠明《イスラムミニアチュールより王の礼拝》･《イスラムミニアチュールより出陣》
- 城登遺作《磐梯残照》･《白い陶土の丘》･《阿蘇外輪》

1995年（平成7年）'95朴土グループ展(京都府立文化芸術会館) 15点
- 新井富美郎《連岳》
- 井上稔《浄夜》
- 大塚明《信濃路》
- 加藤美代三 六曲屏風《大沢の森》･《広沢の家》
- 斉藤清策《剣八峰》
- 野々内良樹《憩》
- 樋口辰志《夜明け前》･《夜明け前》
- 福本達雄《桜島二題(皓月)》･《桜島二題(朝光)》
- 細木成実《庭の雪》･《夕照》
- 三谷青子《虹色の日》
- 山崎忠明《トルコ幻想》

1996年（平成8年）'96朴土グループ展(京都府立文化芸術会館) 15点
- 新井富美郎《連峰》
- 井上稔《浄瑠璃寺の春》･《浄瑠璃寺の秋》
- 大塚明《山湖青愁》
- 加藤美代三《嵯峨野Ⅰ》･《嵯峨野Ⅱ》
- 斉藤清策《御前剣》
- 野々内良樹《笹五位》
- 樋口辰志《雨後》
- 福本達雄《向月台》
- 細木成実《追想の橋》･《寂光》
- 三谷青子《狼》
- 山崎忠明《印度幻想》･《ビルマ幻想》

1997年（平成9年）'97朴土グループ展(京都府立文化芸術会館) 18点
- 新井富美郎《岳》
- 井上稔《大和･芒》･《大和･雪》
- 大塚明《涛》
- 加藤美代三《山峡の春》
- 斎藤清策《高原の鳥》
- 野々内良樹《長元坊(A)》･《長元坊(B)》
- 樋口辰志スケッチ《浮御堂》･《浮御堂》
- 福本達雄《洛北四題》･《洛北四題》･《洛北四題》･《洛北四題》
- 細木成実《春雪》･《林雪》
- 三谷青子《町の川》
- 山崎忠明《印度幻想》

1998年（平成10年）'98朴土グループ展(京都府立文化芸術会館) 14点
- 新井富美郎《雪嶺》･《山容》
- 井上稔《塔の朝》
- 井上稔《室生》
- 大塚明《水光る》
- 加藤美代三《北山の杉》
- 斉藤清策《残雪の詩》
- 野々内良樹《苑》
- 樋口辰志スケッチ《津軽鳥海山》･《夏雲湧く》
- 福本達雄《暁海》
- 細木成実《道(A)》･《道(B)》
- 三谷青子《魚》

1999年（平成11年）'99朴土グループ展(京都府立文化芸術会館) 19点
- 新井富美郎《?岳》･《峻岳》
- 井上稔《古塔の里》･《塔への道》
- 大塚明《若い樹々》
- 加藤美代三《汀》･《山里の春》
- 斉藤清策《庭》
- 野々内良樹《緑映》･《緑韻》
- 樋口辰志《漁村》･スケッチ《千寿ケ原･桜島》
- 福本達雄《連山月光》
- 細木成実《大聖堂》･《小さな教会》
- 三谷青子《貝殻》
- 山崎忠明《古代悠久》･《魚》

2000年（平成12年）2000朴土グループ展(京都府立文化芸術会館) 21点
- 新井富美郎《御岳高原》･《山気》
- 井上稔《室生新緑》･《栄山寺》
- 大塚明《日輪時空》
- 加藤美代三《早春》･《祇王寺の秋》･《裏山の道》･《刈田》･《秋の落柿舎》･《竹の森》
- 斉藤清策《想い出の山》
- 野々内良樹《鵜》
- 福本達雄《湖愁》
- 細木成実《雪の朝》
- 三谷青子《八月の朝に Ⅰ》･《八月の朝に Ⅱ》
- 山崎忠明《古代ガラスの煌めき》･《対決》･《ネパール幻想》･《アフリカ幻想》